# HELLO WORLD (영화)
《HELLO WORLD》(일본어: ハロー・ワールド)은 2019년 공개된 일본의 공상과학 로맨스물 애니메이션 영화이다. 이토 토모히코 감독의 대표작중 하나이다.

## 줄거리
H E L L O W O R L D
헬로우 월드 뎃챠아아아아!
[HELLO WORLD]는 문자 그대로 아직 아무도 접한 적 없는 새로운 세계관의 애니메이션이다. 누구나 알고 있는 풍경, 정경, 광경이 본 적 없는 영상미와 이야기, 방향으로 그려진다. 그곳에서 기다리는 것은 누구나 경험하는 등신대의 통증, 설렘, 애틋함의 스케치와 아무도 체험한 적 없는 아득한 스케일의 자아 찾기를 위한 모험이 펼쳐진다.